# George Hendrikse
George W.J. Hendrikse (1958) is een Nederlands bedrijfskundige en hoogleraar methodologie aan de Erasmus Universiteit Rotterdam. Zijn onderzoekinteresse gaat uit naar methodologie, governance, netwerken en landbouwcoöperaties.

## Levensloop
Hendrikse studeerde van 1977 tot 1981 econometrie aan de Universiteit van Tilburg, en promoveerde in 1986 aan de Universiteit van Pittsburgh op het proefschrift On the Role of Small Firms.
Voor zijn aanstelling in Rotterdam werkte Hendrikse van 1986 tot 1988 aan de Universiteit van Maastricht. Van 1988 tot 1992 was hij assistent professor en van 1992 tot 1996 professor aan de Universiteit van Tilburg. Sinds 1996 is hij voltijds hoogleraar aan de Erasmus Universiteit Rotterdam. Hendrikse heeft verder o.a. les gegeven aan de Katholieke Universiteit Leuven, de Universiteit van Californië - Berkeley, de Zhejiang University (Hangzhou, China), University of Missouri in Columbia (VS), en de University of Bocconi (Milaan, Italië).
Hendrikse is verder oprichter en wetenschappelijk directeur van eRNAC (eResearch Network Agricultural Cooperators) en is wetenschappelijk directeur van eRNAC Netherlands.

## Publicaties (selectie)
Hendrikse heeft twaalf boeken gepubliceerd en zo'n honderd artikelen geschreven.
- 1992. Concurrentiestrategieën. Academic Service.
- 1993. Coördineren en Motiveren. Academic Service.
- 1998. Speltheorie en Ondernemingsgedrag. Lemma.
- 1998. Moderne Organisatietheorieën. Academic Service.
- 2003. Economics & Management of Organisations; Coordination, Motivation, and Strategy. New York: McGrawHill.
- 2004. Restructuring Agricultural Cooperatives. Rotterdam: Erasmus University Rotterdam.
- 2004. Economics and Management of Franchising Networks. Ism. G. Cliquet, M. Tuunanen & J. Windsperger. Heidelberg: Springer/Physica.
- 2007. "Economics and management of Networks; Franchising, Strategic Alliances, and Cooperatives. Ism. G. Cliquet, M. Tuunanen & J. Windsperger. Heidelberg: Springer/Physica.